# Prestations complémentaires en Suisse
 (janvier 2011).
 (mars 2016).
Si vous disposez d'ouvrages ou d'articles de référence ou si vous connaissez des sites web de qualité traitant du thème abordé ici, merci de compléter l'article en donnant les références utiles à sa vérifiabilité et en les liant à la section « Notes et références ».
Les prestations complémentaires en Suisse sont des prestations versées pour les personnes bénéficiaires d'une rente de l'assurance-invalidité (AI) ou de l'assurance-vieillesse et survivants (AVS) lorsque le montant des rentes n'est pas assez élevé par rapport au minimum vital mis en place par l'État. Elles sont un droit et ne sauraient être confondues avec des prestations de l'assistance publique ou privée. Avec l'AVS et l'AI, les prestations complémentaires constituent un fondement majeur de l'État social suisse : elles ne sont pas à confondre avec des prestations de l'assistance publique ou privée.

## Description
Pour recevoir une prestation complémentaire, il faut habiter en Suisse, et y séjourner. Ce sont les caisses de compensation AVS des agences cantonales qui les versent sur le compte du bénéficiaire (exception faite pour les bénéficiaires résidant dans des EMS, pensions, institutions, etc.)
Le calcul de la prestation complémentaire se fait selon le calcul suivant : vos revenus - les déductions.
Les bénéficiaires des PC peuvent obtenir l'exemption de la taxe radio/TV en envoyant l'attestation des PC à l'organe Serafe (anciennement Billag).
En dernier lieu, le canton de Vaud est l'unique canton de la Suisse romande (partie francophone de la Suisse) à verser, à ce jour, une allocation de Noël à tous ses bénéficiaires durant le mois de décembre, cette dernière s'élève à 100.- et est directement versée sur le compte du bénéficiaire.
Réforme PC 2021
À partir du 1er janvier 2021, une nouvelle réforme des prestations complémentaires entre en vigueur. En exemple : le plafonnement des loyers (c'est-à-dire le montant maximum que les PC prennent en charge pour un logement) a été revu à la hausse